# Macro (sitio arqueológico)
Macro es un yacimiento arqueológico perteneciente a la cultura chachapoyas. La construcción data alrededor del año 1,100 a 1,300 d. C. Abarca tres hectárea de extensión y se caracteriza por tener varias plataformas y cimientos en base de forma circular. Esta decoradas con frisos en forma romboides y hornacinas en las paredes. La edificación fue construido en piedra caliza.

## Ubicación
Está situado sobre una pendiente a 50 metros de la margen derecha del río Utcubamba, en el distrito de Magdalena en el Perú, y una altitud de 1850 m s. n. m. Macro se encuentra frente al yacimiento arqueológico de Silic.